# Ялмар Бергман
Ялмар Бергман (на шведски: Hjalmar Bergman) е шведски писател, автор на произведения в жанра драма, биография, исторически роман и детска литература, драматург и преводач. Писал е и под псевдонима Холгер Брате (Holger Brate).

## Биография и творчество
Ялмар Фредрик Елгерус Бергман е роден на 19 септември 1883 г. в Йоребру, Швеция, в семейството на банкер. Израства с двете си сестри в Йоребру. Следва философия в университета в Упсала (1900 – 1901). След това избира да се насочи към писателската си кариера, в периода 1901 – 1908 г. пътува много в Европа, особено в Италия като прекарва една година във Флоренция.
Първият му роман „Maria, Jesu moder“ (Мария, Иисусова майка) е издаден през 1905 г. Книгата няма успех, но подпомаган от баща си, той продължава да пише. През 1908 г. се жени за писателката Стина Линдберг, дъщеря на театралните актьори Аугуст и Аугуста Линдберг.
Първият му успех идва с романа „Hans Nåds testamente“ (Завещанието на Негово благородие) от 1910 г., който пише в Рим по време на престоя на двойката в Италия през 1909 – 1911 г. Историята се развива в Бергшлаген и изобразява ексцентричния барон Рогер и неговия камериер Викберг в богато комични сцени. Романът е екранизиран през 1919 г.
След смъртта на баща му през 1915 г. се оказва, че семейният бизнес е силно задлъжнял и Бергман е принуден да започне да печели пари от произведенията си, поради което започва да пише по по-приветлив и забавен начин.
Големият му успех идва с романа „Маркюрелови от Вадшьопинг“. В центъра на историята е демонична фигура на червенокосия гостилничар Маркюрел, който обича две неща: парите и единствения си син. Когато се оказва, че неговият син Юхан е застрашен да бъде скъсан на зрелостните изпити, той заплашва с разорение най-видния си съгражданин, аристократа Карл-Магнус де Лорш, който вини за финансовите си неуспехи българския цар Фердинанд. Но ситуацията се променя трагикомично, когато той научава, че синът му не е негов син, а на индустриалеца.
Голямата част от сюжетите на произведенията му се развиват в измисления град Вадшьопинг и представят пъстра галерия на дузина преплетени семейства и герои дадени в развитие, чиито неудобни тайни постепенно излизат наяве. Стилът му е завладяващ, понякога бурлесков и ироничен, но неизменно пропит с човешко състрадание. Много от неговите романи и пиеси са екранизирани.
Прави и преводи, като е превел и част от „Хиляда и една нощ“.
Заради повтарящи се периоди на депресия в живота му, той злоупотребява с наркотици и алкохол.
Ялмар Бергман умира от свръхдоза на 1 януари 1931 г. в Берлин, Германия.
В Йоребру е създаден етнографският музей „Вадшьопинг“, в който е направен музей на Ялмар Бергман.

## Произведения
- Maria, Jesu moder (1905)[1]
- Solivro. Prins af Aeretanien (1906)
- Blå blommor (1907)
- Savonarola (1909)
- Amourer (1910)
- Hans Nåds testamente (1910)
- Vi Bookar, Krokar och Rothar (1912)
- Loewenhistorier (1913)
- Komedier i Bergslagen, I – III (1914 – 1916)
- Falska papper (1916) – като Холгер Брейт
- Mor i Sutre (1917)
- Marionettspel (1917) – включва и „Mr Sleeman Is Coming“
- En döds memoarer (1918)
- Markurells i Wadköping (1919)
Маркюрелови от Вадшьопинг, изд. „Матком“ (2018), прев. Меглена Боденска
- Herr von Hancken (1920)
- Farmor och vår Herre (1921)
- Eros begravning (1922)
- Swedenhielms (1923)
- Jag, Ljung och Medardus (1923)
- Chefen Fru Ingeborg (1924)
- Flickan i Frack (1925)
- Jonas och Helen (1926)
- Kerrmans i Paradiset (1927)
- Lotten Brenners ferier (1928)
- Clownen Jac (1930)

### Екранизации
- 1919 Hans nåds testamente
- 1920 Mästerman
- 1922 Vem dömer
- 1923 Eld ombord
- 1923 Anna-Clara och hennes bröder
- 1923 Norrtullsligan
- 1925 Karl XII
- 1925 Kalle Utter
- 1925 Karl XII, del II
- 1925 Flygande holländaren
- 1926 Flickan i frack
- 1927 En perfekt gentleman
- 1930 Väter und Söhne – по „Маркюрелови от Вадшьопинг“
- 1931 Markurells i Wadköping – пиеса
- 1935 Сведенелм – пиеса
- 1938 Dollar – пиеса
- 1940 Hans nåds testamente
- 1943 Ein glücklicher Mensch – по пиесата „Swedenhjelms“
- 1947 Familien Swedenhielm – по пиесата „Swedenhjelms“
- 1956 Flickan i frack
- 1957 Господин Слееман идва, Herr Sleeman kommer – тв филм
- 1957 Ensi-illan jälkeen – тв филм
- 1958 Döden som läromästare – тв филм
- 1958 Avsked – тв филм
- 1959 Herr Sleeman kommer – тв филм
- 1959 En skugga – тв филм
- 1959 Der Nobelpreis – тв филм, по пиесата „Swedenhjelms“
- 1960 Shoestring Theatre – тв сериал, 1 епизод
- 1960 I Italien – тв филм
- 1960 ITV Play of the Week – тв сериал, 1 епизод
- 1961 Swedenhielms – тв филм
- 1961 Der neue Talar – тв филм
- 1962 Dödens arlekin – тв филм
- 1965 Hans nåds testamente – тв филм
- 1966 Patrasket – тв филм
- 1967 Teatterituokio – тв сериал, 1 епизод
- 1968 – 1969 Markurells i Wadköping – тв минисериал, 4 епизода
- 1974 Bakom masker – тв филм
- 1974 Döden som läromästare – тв филм
- 1974 En skugga – тв филм
- 1978 Kärlek genom ett fönster – тв филм
- 1980 Swedenhielms – тв филм
- 1981 Clownen Jac – тв филм
- 1983 Farmor och vår herre – тв минисериал, 4 епизода
- 1983 Herr Sleeman kommer – тв филм
- 1983 Tone Bengtssons litteraturhistoria – тв сериал, 1 епизод
- 1993 Chefen fru Ingeborg – тв сериал, 1 епизод
- 2000 Herr von Hancken – тв минисериал, 4 епизода
- 2003 Swedenhielms – тв филм